# Единый таможенный тариф Евразийского экономического союза
Единый таможенный тариф (ЕТТ) — свод ставок таможенных пошлин, применяемых к товарам, ввозимым на единую таможенную территорию из третьих стран, систематизированный в соответствии с единой Товарной номенклатурой внешнеэкономической деятельности Евразийского экономического союза. ТН ВЭД основана на гармонизированной системе описания и кодирования товаров.

## Структура Единого таможенного тарифа
- Основные правила интерпретации ТН ВЭД.
- Единицы измерения, применяемые в ТН ВЭД.
- Раздел 1. Живые животные; продукты животного происхождения.
- Раздел 2. Продукты растительного происхождения.
- Раздел 3. Жиры и масла животного или растительного происхождения и продукты их расщепления; готовые пищевые жиры; воски животного или растительного происхождения.
- Раздел 4. Готовые пищевые продукты; алкогольные и безалкогольные напитки и уксус; табак и его заменители.
- Раздел 5. Минеральные продукты.
- Раздел 6. Продукция химической и связанных с ней отраслей промышленности.
- Раздел 7. Пластмассы и изделия из них; каучук, резина и изделия из них.
- Раздел 8. Необработанные шкуры, выделанная кожа, натуральный мех и изделия из них; шорно-седельные изделия и упряжь; дорожные принадлежности, дамские сумки и аналогичные им товары; изделия из кишок животных (кроме волокна из фиброина шелкопряда).
- Раздел 9. Древесина и изделия из неё; древесный уголь; пробка и изделия из неё; изделия из соломы, альфы или из прочих материалов для плетения; корзиночные и другие плетеные изделия.
- Раздел 10. Масса из древесины или из других волокнистых целлюлозных материалов; регенерируемые бумага или картон (макулатура и отходы); бумага, картон и изделия из них.
- Раздел 11. Текстильные материалы и текстильные изделия.
- Раздел 12. Обувь, головные уборы, зонты, солнцезащитные зонты, трости, трости-сиденья, хлысты, кнуты и их части; обработанные перья и изделия из них; искусственные цветы; изделия из человеческого волоса.
- Раздел 13. Изделия из камня, гипса, цемента, асбеста, слюды или аналогичных материалов; керамические изделия; стекло и изделия из него.
- Раздел 14. Жемчуг природный или культивированный, драгоценные или полудрагоценные камни, драгоценные металлы, металлы, плакированные драгоценными металлами, и изделия из них; бижутерия; монеты.
- Раздел 15. Недрагоценные металлы и изделия из них.
- Раздел 16. Машины, оборудование и механизмы; электротехническое оборудование; их части; звукозаписывающая и звуковоспроизводящая аппаратура, аппаратура для записи и воспроизведения телевизионного изображения и звука, их части и принадлежности.
- Раздел 17. Средства наземного транспорта, летательные аппараты, плавучие средства и относящиеся к транспорту устройства и оборудование.
- Раздел 18. Инструменты и аппараты оптические, фотографические, кинематографические, измерительные, контрольные, прецизионные, медицинские или хирургические; часы всех видов; музыкальные инструменты; их части и принадлежности.
- Раздел 19. Оружие и боеприпасы; их части и принадлежности.
- Раздел 20. Разные промышленные товары.
- Раздел 21. Произведения искусства, предметы коллекционирования и антиквариат.